# Acélfalva
Acélfalva (románul Oțeleni) település Romániában, Iași megyében.

## Fekvése
Románvásár városától északkeletre, az Albuja-patak völgyében fekvő település.

## Története
Acélfalva régi északi csángó falu, mára elrománosodott lakossággal. Nevét 1438-ban Boziani néven említette először oklevél. 1768-ban Oțalni, 1792-ben Otzeleny néven írták.
1800-ban magyar lakosságát említették ungureni jelzővel, később a 19. században többször is nevezték lakóit magyaroknak.
Az 1920-as években a feljegyzések szerint még beszéltek magyarul a településen.
1842-ben 430 lakosa volt, 1902-ben 990, 1930-ban pedig 1697 lakos élt itt, melyből 278 vallotta magyarnak magát. Ebből 1328 római katolikus volt. 1985-ben 2706 római katolikus csángó élt itt, kiknek többsége már csak románul beszélt.

## Nevezetességek
- Római katolikus Szent Annáról elnevezett kőtemplomát 1844-ben építették.
- 1948-1990 között épült fel új temploma.